# Nikolai Fraiture
Nikolai Philippe (Nikolai) Fraiture (New York, 13 november 1979) is de bassist van Rockband The Strokes. Nikolai is van Franse en Russische afkomst. Hij is geen bas gaan spelen omdat hem dat zo leuk leek maar omdat hij graag in de band van een vriend van hem wilde.
Nikolai wordt binnen The Strokes gezien als de minst luidruchtige van het stel. Als de band een optreden geeft staat hij meestal achter Nick Valensi, een van de twee gitaristen, als hij daar staat valt hij niet zo op. 
Nikolai is getrouwd en heeft een dochtertje.
- International Standard Name Identifier: 0000 0000 7910 673X
- Library of Congress Control Number: no2009065516
- MusicBrainz: b51ff1bc-73b1-481e-ab3c-eef442f811de
- Nationale Bibliotheek van Tsjechië: xx0072711
- Virtual International Authority File: 86407879
- WorldCat: E39PBJqVTXpF8FfVkRbjXmf6rq